# Нійота Ухура
Нійота Угура (англ. Nyota Uhura  [niːˈoʊtə əˈhʊərə], від суах. nyota — зірка і uhuru — свобода) — вигадана особа, персонаж науково-фантастичного телевізійного серіалу «Зоряний шлях: Оригінальний серіал», мультсеріалу «Зоряний шлях: Анімаційний серіал» і повнометражних фільмів
- Зоряний шлях: Фільм
- Зоряний шлях 2: Гнів Хана
- Зоряний шлях 3: У пошуках Спока
- Зоряний шлях 4: Подорож додому
- Зоряний шлях 5: Остання межа
- Зоряний шлях 6: Невідкрита країна
- Зоряний шлях (фільм)

## Кар'єра
Угура була призначена на зореліт «Ентерпрайз» в 2266 у званні лейтенанта і на посаду старшого офіцера по зв'язку. Вона прослужила на цій посаді всю п'ятирічну місію Ентерпрайза, а також згодом, у 2271, займала її під командуванням капітана Вілларда Декера і контрадмірала Кірка.
У 2271 Угура отримала звання коммандера.
У 2293 Угуру було переведено на службу в Академію Зоряного флоту. Подальша її біографія невідома.

### Альтернативний всесвіт
У фільмі «Зоряний шлях» (2009) Зої Салдана грає молоду Угуру, яка ще тільки кадет Академії, але з розвитком сюжетної лінії її підвищують до офіцера зв'язку. В Угури досить прохолодні відносини з Кірком після його п'яного флірту з нею. Але вона, зрештою, визнає його капітаном Ентерпрайза.
Помітні і романтичні стосунки в інцидентах зі Споком. Хоча незрозуміло, коли вони почалися, але перший натяк був зроблений, коли, при спробі уникнути звинувачень у фаворитизмі, Спок призначає її на USS Фарраґут. Угура вимагає, щоб він призначив її на USS Ентерпрайз. Використовуючи його власну логіку проти нього ж, вона легко домагається свого, так що вона заробила своє місце на флагмані завдяки власним заслугам.
В одному з перших епізодів Оригінального серіалу («Пастка для Людини») було зроблено натяк на потенційні романтичні стосунки Угури і Спока, показано його у такій розмові:
«Угура»: Я – нелогічна жінка, яка може відчувати певні почуття навіть до пульта зв'язку. Чому Ви не кажете мені, що я приваблива або не питаєте, чи любила я коли-небудь? Скажіть мені, як на планеті Вулкан дивляться на Місяць, коли він повний.
«Спок»: У Вулкану немає Місяця, міс Угура.
«Угура»: Я не здивована, містер Спок.

## Ім'я
Прізвище Угура походить від слова Uhuru мовою Суахілі і в перекладі означає «Свобода». Існує думка, що Джин Родденберрі назвав персонажа так на честь африканського Соціалістичної руху Угуру, заснованому танзанійським лідером Джуліусом Ньєрере.
Ім'я Угуру в «оригінальному серіалі» ніколи не називалося. Існувало щонайменше три неофіційних варіанти її імені: «Нійота», «(У)Пенда» і «Самара».

### Нійота
Нійота — найпопулярніша версія імені Угури. Вона зустрічається в оригіналі сценарію «Оригінального серіалу» і згадувалося Вільямом Шатнером в його записках.
У 2009 році в повнометражному фільмі «Зоряний шлях (XI)» офіційно закріплено за персонажем Угури ім'я Нійота.